# Hôtel de la Caisse d'épargne de Gien
L’hôtel de la Caisse d’épargne est un bâtiment du début du XXe siècle situé à Gien, en France. Il a autrefois accueilli un établissement bancaire, pour lequel il a été construit.

## Situation et accès
L’édifice est situé au no 9 de la rue Thiers, au nord du centre-ville de Gien, et plus largement au sud-est du département du Loiret.

## Histoire

### Contexte
En 1900, la Caisse d’épargne de Gien compte près de 19 000 livrets et plus de 10 millions de francs de dépôts. Avec l’expansion, ses locaux deviennent exigus.

### Concours
La construction d’un nouvel est décidé, notamment pour faire impression à la clientèle. Vers le début de l’année 1907, un concours pour la construction d’un hôtel de la Caisse d’épargne est organisé. Il rassemble 10 concurrents, parmi lesquels 3 projets sont classés et primés.
| Prix | Candidat             | Ville du candidat |
| ---- | -------------------- | ----------------- |
| 1er  | César Auguste Mancel | Paris             |
| 2e   | Marquet              | Gien (Loiret)     |
| 3e   | Armand Vaillant      | Orléans (Loiret)  |

### Construction
L’édifice est élevé selon les plans de l’architecte César Auguste Mancel, primé 1er au concours, qui ambitionne un hall monumental avec de la mosaïque polychrome au sol ainsi qu’un fronton sculpté. Pour ce dernier, il fait appel au sculpteur Émile Guillaume.

### Inauguration et réception
La cérémonie d’inauguration a lieu en novembre 1909. Alors les retours sont positifs de la part la clientèle, l’Inspection des finances note un « immeuble vaste et luxueux, hors de proportion avec les besoins ».

## Structure

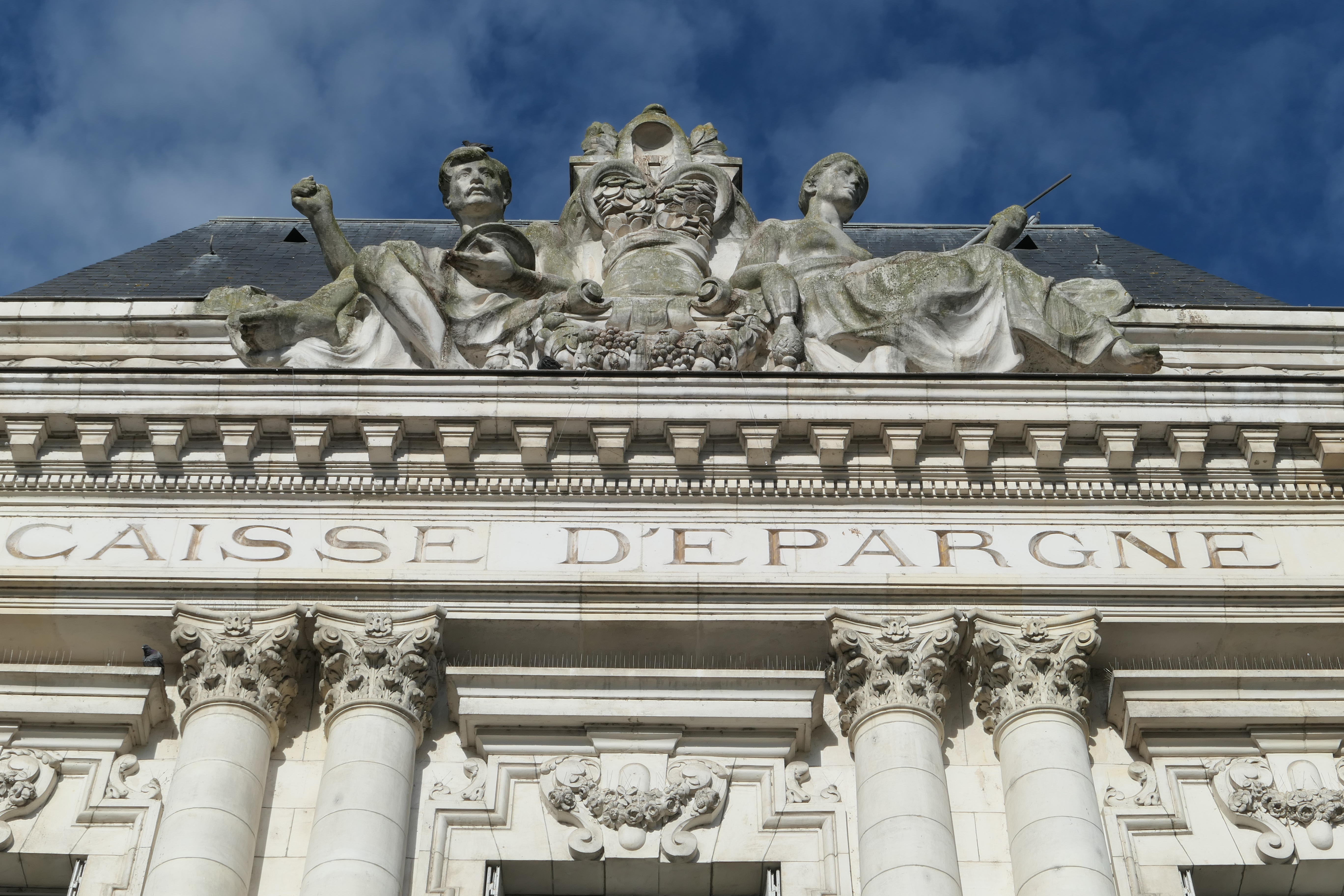
Fronton, inscription « Caisse d’épargne » en capitales et autres sculptures de la façade principale, en août 2021.

Le fronton — dont aucun nom exact n’est connu — se compose d’un homme et d’une femme, torses nus, encadrant une sorte de corne d'abondance. Ces sculptures seraient typiques de la Belle Époque et de l’Art nouveau. Originellement, le premier tient un pinceau dans la main droite et une palette dans la gauche, tandis que la seconde file la laine de la main droite et une quenouille dans la gauche. Le pinceau et la quenouille auraient disparu.